# Virgulibraconoides
Virgulibraconoides är ett släkte av steklar. Virgulibraconoides ingår i familjen bracksteklar.
Kladogram enligt Catalogue of Life:
| Virgulibraconoides | \| \| Virgulibraconoides emeraldensis \| \| \| \| \| \| Virgulibraconoides micans \| \| \| \| \| \| Virgulibraconoides naumanni \| \| \| \| |
|                    | \| \| Virgulibraconoides emeraldensis \| \| \| \| \| \| Virgulibraconoides micans \| \| \| \| \| \| Virgulibraconoides naumanni \| \| \| \| |
|                    | Virgulibraconoides emeraldensis |
|                    | |
|                    | Virgulibraconoides micans |
|                    | |
|                    | Virgulibraconoides naumanni |
|                    | |